# Vörös szobák
A Vörös szobák (eredeti cím: Red Rooms) 2023-ban bemutatott kanadai filmthriller, amelyet Pascal Plante írt és rendezett. A főbb szerepekben Juliette Gariépy, Laurie Babin, Charlotte Aubin és Guy Thauvette látható. A film elkészítését először 2022 novemberében jelentették be.
A Vörös szobák világpremierje az 57. Karlovy Vary-i Nemzetközi Filmfesztiválon volt 2023. július 4-én, a kanadai premierre pedig a 2023-as Fantasia Filmfesztiválon került sor. Kanadában augusztus 11-én jelent meg a mozikban. Magyarországon 2024. április 18-án mutatták be az ADS Service forgalmazásában. Általánosságban pozitív véleményeket kapott a kritikusoktól.

## Cselekmény
Elérkezett a nap, amelyre Kelly-Anne várt. Megkezdődik Ludovic Chevalier, más néven „Rosemont démonának” a pere, akit három kiskorú lány brutális meggyilkolásával vádolnak. Állítólag elrabolta, megkínozta, szexuálisan zaklatta és megölte őket, majd tetteit felkavaró videókon rögzítette, és gazdag vásárlóknak kínálta a dark weben. A legtöbb emberrel ellentétben Kelly-Anne-t lenyűgözi a férfi, szinte megszállottja. Minden egyes bírósági tárgyaláson részt vesz, abban a reményben, hogy a férfi legalább egy pillantást enged neki a tárgyalótermet elválasztó plexiüvegen keresztül. Chevalier védőcsapata azt állítja, hogy ő egy olyan ember, akit igazságtalanság ért, „egy mintapolgár”, aki 39 éve alatt soha nem került összetűzésbe a törvénnyel.
Kelly-Anne modellként dolgozik, de egy vagyont keresett online pókerezéssel, és Montréal belvárosában lévő luxuslakását digitális erőddé alakította át, ahonnan biztonságosan navigálhat az internetes világ legsötétebb zugaiban. Online neve Shalott hölgye. Az elsöprő mennyiségű bizonyíték ellenére nem Kelly-Anne az egyetlen, aki nincs teljesen meggyőződve Chevalier bűnösségéről. A tárgyalás második napján találkozik Clémentine-nel, aki szintén a Palais de Justice-ba jár a tárgyalás minden napján. Amikor a nyilvánosságot kizárják a tárgyalásról, Kelly-Anne elmondja neki, hogy birtokában van a videó, amelyet a tárgyalóteremben vetítenek. Clementine feltétlenül meg akarja nézni azt is. Kelly-Anne megmutatja neki, de a látott kegyetlenségre való tekintettel Clementine úgy dönt, a jövőben távol marad a tárgyalástól.

## Szereplők
| Szerep                | Színész              | Magyar hang    |
| --------------------- | -------------------- | -------------- |
| Kelly-Anne            | Juliette Gariépy     | Gáspár Kata    |
| Clémentine            | Laurie Babin         | Koller Virág   |
| Francine Beaulieu     | Elisabeth Locas      |                |
| Ludovic Chevalier     | Maxwell McCabe-Lokos |                |
| Yasmine Chedid ügyész | Natalie Tannous      | Bertalan Ágnes |
| Maître Fortin         | Pierre Chagnon       |                |
| Marcel Godbout bíró   | Guy Thauvette        |                |

### Magyar változat
- Főcím: Zahorán Adrienne
- Magyar szöveg: Erős Ágnes
- Hangmérnök és szinkronrendező: Kelemen Tamás
- Rendezőasszisztens: Fazekas Eszter
- Vágó: Orosz Dávid
- Gyártásvezető: Molnár Melinda
- Produkciós vezető: Kovács Anita

A szinkront a Dream Voice Stúdió készítette el.

## Fogadtatás

### Kritikai visszhang
A Rotten Tomatoes weboldalon a 69 kritika 95%-a pozitív, átlagosan 8/10-es értékelést kapott. A honlapon a konszenzus a következő: „Juliette Gariépy kiváló alakítása az önpusztító megszállottságról, a Vörös szobák egy kísérteties és időszerű utazás egy különösen sötét nyúlüregbe.” A Metacritic oldalán 14 kritikus 100-ból 81 pontot adott filmre, ami „általános elismerést” eredményezett.

### Díjak és jelölések
| Díj                                     | Időpont            | Kategória                  | Átvevő(k)                                                        | Eredmény | Forr. |
| --------------------------------------- | ------------------ | -------------------------- | ---------------------------------------------------------------- | -------- | ----- |
| Karlovy Vary-i Nemzetközi Filmfesztivál | 2023. július       | Kristálygömb verseny       | Vörös szobák                                                     | Jelölve  | [ 5 ] |
| Fantasia Filmfesztivál                  | 2023               | Legjobb film               | Pascal Plante                                                    | Elnyerte | [ 6 ] |
| Fantasia Filmfesztivál                  | 2023               | Legjobb forgatókönyv       | Pascal Plante                                                    | Elnyerte | [ 6 ] |
| Fantasia Filmfesztivál                  | 2023               | Legjobb alakítás           | Juliette Gariépy                                                 | Elnyerte | [ 6 ] |
| Fantasia Filmfesztivál                  | 2023               | Legjobb pontszám           | Dominique Plante                                                 | Elnyerte | [ 6 ] |
| Prix Iris                               | 2023. december 10. | Legjobb film               | Dominique Dussault                                               | Jelölve  | [ 7 ] |
| Prix Iris                               | 2023. december 10. | Legjobb rendező            | Pascal Plante                                                    | Jelölve  | [ 7 ] |
| Prix Iris                               | 2023. december 10. | Legjobb női mellékszereplő | Laurie Babin                                                     | Elnyerte | [ 7 ] |
| Prix Iris                               | 2023. december 10. | Az év kinyilatkoztatása    | Juliette Gariépy                                                 | Elnyerte | [ 7 ] |
| Prix Iris                               | 2023. december 10. | Legjobb forgatókönyv       | Pascal Plante                                                    | Jelölve  | [ 7 ] |
| Prix Iris                               | 2023. december 10. | Legjobb művészeti rendezés | Laura Nhem                                                       | Jelölve  | [ 7 ] |
| Prix Iris                               | 2023. december 10. | Legjobb operatőr           | Vincent Biron                                                    | Jelölve  | [ 7 ] |
| Prix Iris                               | 2023. december 10. | Legjobb vágó               | Jonah Malak                                                      | Jelölve  | [ 7 ] |
| Prix Iris                               | 2023. december 10. | Legjobb betétdal           | Dominique Plante                                                 | Jelölve  | [ 7 ] |
| Prix Iris                               | 2023. december 10. | Legjobb hangzás            | Olivier Calvert, Stéphane Bergeron, Martyne Morin, Martyne Morin | Jelölve  | [ 7 ] |
| Prix Iris                               | 2023. december 10. | Legjobb frizura            | Nermin Grbic                                                     | Jelölve  | [ 7 ] |
| Prix Iris                               | 2023. december 10. | Legjobb smink              | Marie Salvado                                                    | Jelölve  | [ 7 ] |
| Prix Iris                               | 2023. december 10. | Legjobb szereposztás       | Marilou Richer                                                   | Jelölve  | [ 7 ] |
| Prix collégial du cinéma québécois      | 2024. április 5.   | Legjobb film               | Pascal Plante                                                    | Elnyerte | [ 8 ] |
| Rendez-vous du cinéma québécois         | 2024               | Prix Luc-Perreault         | Pascal Plante                                                    | Elnyerte | [ 9 ] |